# MillionDay
MillionDay è un gioco a premi gestito da IGT Italia che ha fatto il suo debutto il 7 febbraio 2018.

## Regolamento
In questo gioco il giocatore deve scegliere 5 numeri su 55 su una schedina del costo di 1 € per giocata. È disponibile un'opzione che permette di abbonarsi a 2, 3, 5, 7, 10 o 20 estrazioni consecutive.
Indovinando tutti i cinque numeri della combinazione vincente si vince il premio di prima categoria che è di 1000000 €. È inoltre possibile vincere premi di categoria inferiore indovinando almeno due numeri.

## Estrazione
Le estrazioni MillionDay avvengono ogni giorno alle ore 13:00 (estrazione diurna) e alle 20:30 (estrazione serale). La raccolta del gioco si interrompe rispettivamente fra le ore 12:50 e le ore 13:05 e fra le ore 20:20 e le ore 20:35 per permettere le operazioni di sorteggio.

## Premi
MillionDay ha quattro categorie di premio. Questi sono i valori dei premi al netto della ritenuta fiscale sui giochi numerici a quota fissa (che al momento è dell'8%):
| Numeri indovinati | Premio (netto) |
| ----------------- | -------------- |
| 5 numeri          | 1000 €         |
| 4 numeri          | 1000 €         |
| 3 numeri          | 50 €           |
| 2 numeri          | 2 €            |

## Vincita del jackpot
La prima vincita del premio di prima categoria è avvenuta a Caltagirone, in provincia di Catania, venerdì 16 febbraio 2018. La schedina vincente era stata convalidata presso la ricevitoria di viale Mario Milazzo 108.

## Modalità di partecipazione
Dal giorno del suo debutto, ovvero il 7 febbraio 2018, è stato possibile giocare a MillionDay compilando schedine cartacee nei punti vendita autorizzati. Dal 7 marzo 2018 inizia un periodo di integrazione nei sistemi di raccolta dei punti vendita a distanza.